# Tarcău (Fluss)
Die Tarcău (deutsch Tarkau) ist ein rechter Nebenfluss der Bistrița in Rumänien.

## Beschreibung
Sie entspringt im Tarcău-Gebirge, in den Ostkarpaten und fließt in nördliche Richtung durch das Gebirge.
Die Tarcău mündet am Nordrand der Gemeinde Tarcău von rechts in die Bistrița. 
In ihrem Lauf nimmt sie das Wasser von insgesamt 19 Nebenflüssen auf von denen die wichtigsten: Frasinul, Hermanul, Bătrâna, Radu, Ata, Pascu, Brateș, Murgoci, Maierușul, Cichiva, Bolovăniș, Dumitru, Răchita, Ardeluța, Gosmanu, Tarcuța, Răchitiș , Țapu und Obârșia Tarcău sind.